# Hiduva, Nagamangala
Hiduva là một làng thuộc tehsil Nagamangala, huyện Mandya, bang Karnataka, Ấn Độ.